# Juego

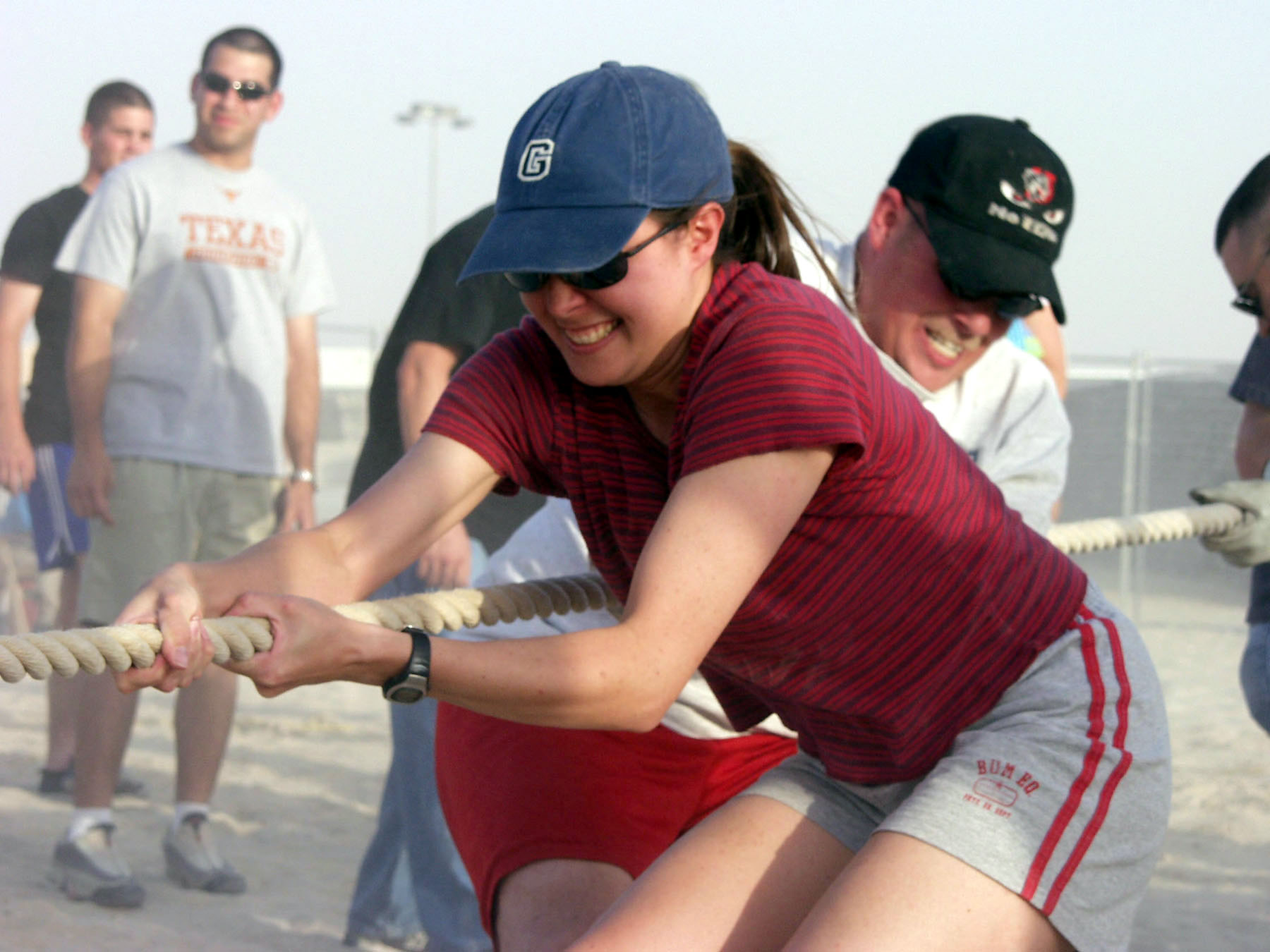
El juego de la soga es fácil de organizar y requiere fuerza y destreza y poco equipo: es el típico juego improvisado.

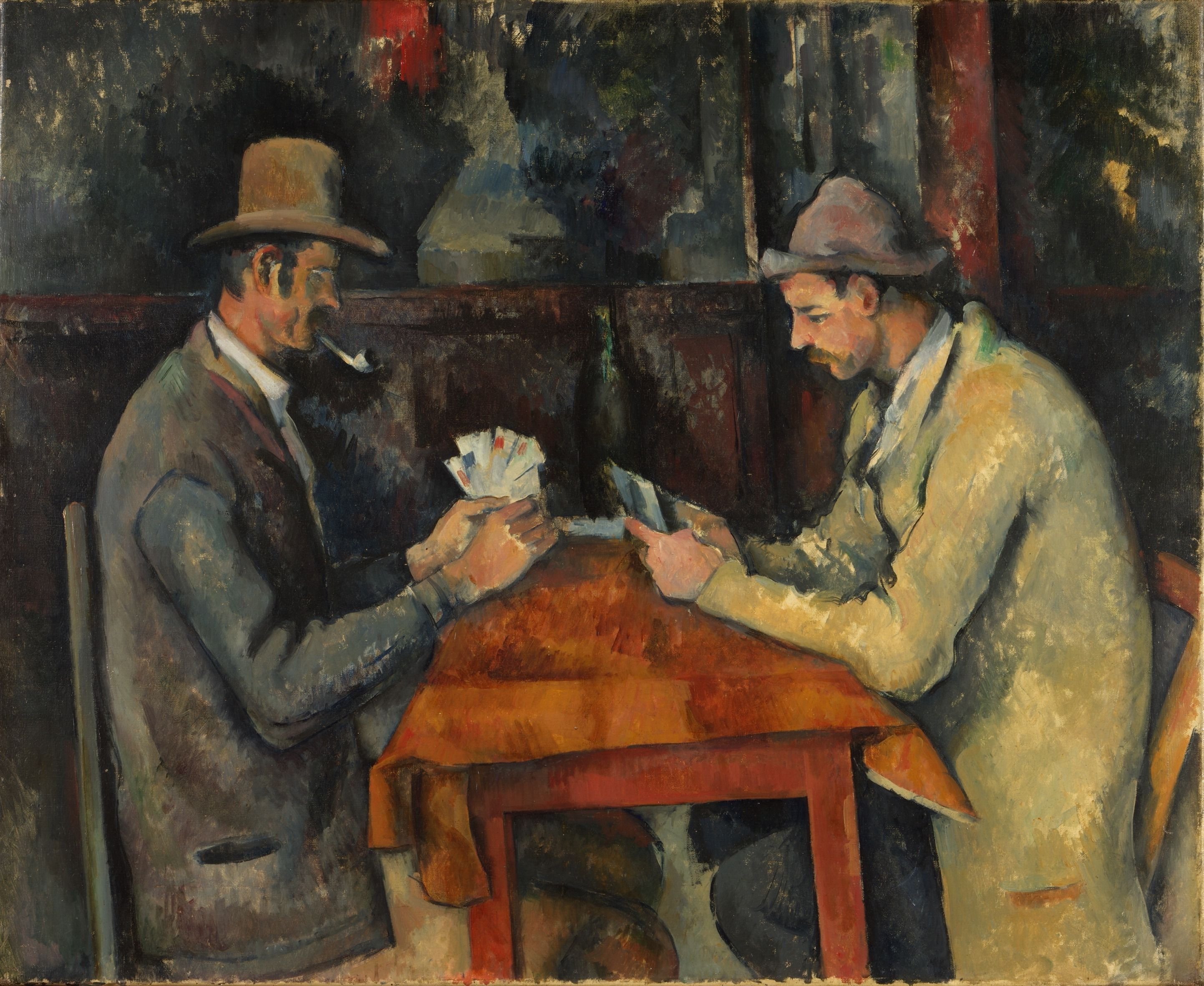
Paul Cézanne Les joueurs de carte (Los jugadores de cartas), 1892-95.

Un juego (del latín iocus, "broma", asociada con la raíz indoeuropea *yek-, "hablar") es la actividad que realiza uno o más participantes, empleando su imaginación, ingenio u herramientas para crear una situación con un número determinado de reglas, donde puede o no haber ganadores y perdedores con el fin de proporcionar entretenimiento o diversión, en muchas ocasiones, incluso como herramienta educativa, pues en la mayoría  de los casos funcionan estimulando habilidades prácticas y psicológicas. 
La primera referencia sobre juegos que existe es del año 3000 a. C. Los juegos son considerados como parte de una experiencia humana y están presentes en todas las culturas. Probablemente, las cosquillas, combinadas con la risa, sean una de las primeras actividades lúdicas del ser humano, al tiempo que una de las primeras actividades comunicativas previas a la aparición del lenguaje.

## Concepto del juego

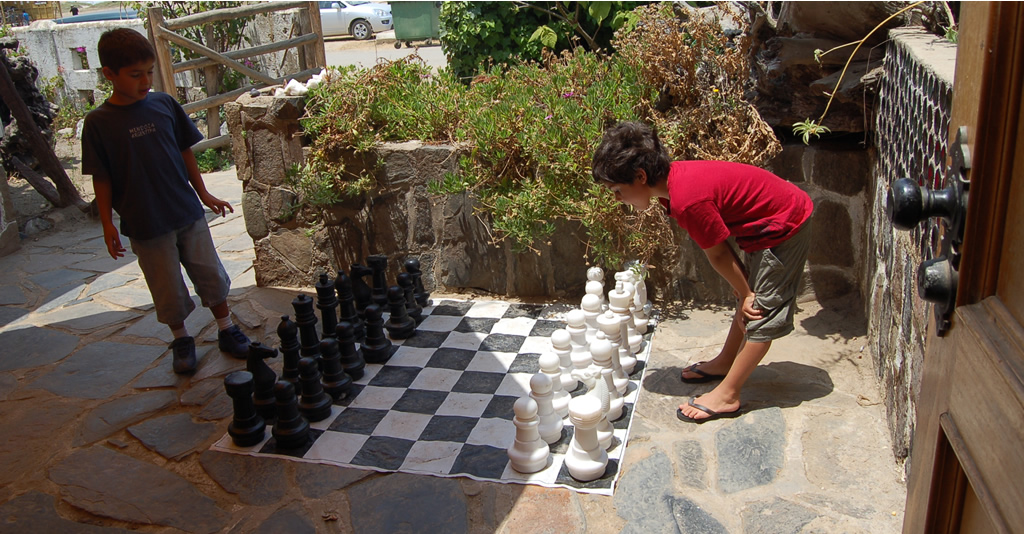
Dos niños de una escuela de ajedrez, en la fase de Apertura del juego.

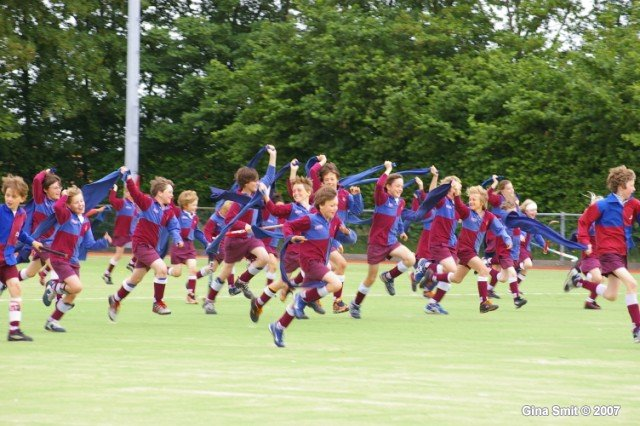
Niños festejando una victoria en un juego.

El juego es una actividad inherente al ser humano. Todos nosotros hemos aprendido a relacionarnos con nuestro ámbito familiar, material, social y cultural a través del juego. Se trata de un concepto muy rico, amplio, versátil y ambivalente que implica una difícil categorización.
Etimológicamente, los investigadores refieren que la palabra juego procede de dos vocablos en latín: "iocum y ludus-ludere" ambos hacen referencia a broma, diversión, chiste, y se suelen usar indistintamente junto con la expresión actividad lúdica.
Se han enunciado innumerables definiciones sobre el juego, así, el diccionario de la Real Academia lo contempla como un ejercicio recreativo sometido a reglas en el cual se gana o se pierde. Sin embargo la propia polisemia de este y la subjetividad de los diferentes autores implican que cualquier definición no sea más que un acercamiento parcial al fenómeno lúdico. Se puede afirmar que el juego, como cualquier realidad sociocultural, es imposible de definir en términos absolutos, y por ello las definiciones describen algunas de sus características. Entre las conceptualizaciones más conocidas apuntamos las siguientes:
- Huizinga (1938): «El juego es una acción u ocupación libre, que se desarrolla dentro de unos límites temporales y espaciales determinados, según reglas absolutamente obligatorias, aunque libremente aceptadas, acción que tiene fin en sí misma y va acompañada de un sentimiento de tensión y alegría y de la conciencia de —ser de otro modo— que en la vida corriente.»
- Gutton, P. (1982): Es una forma privilegiada de expresión infantil.
- Cagigal, J. M. (1996): «Acción libre, espontánea, desinteresada e intrascendente que se efectúa en una limitación temporal y espacial de la vida habitual, conforme a determinadas reglas, establecidas o improvisadas y cuyo elemento informativo es la tensión.»

En conclusión, estos y otros autores como Roger Caillois, Moreno Palos, etc., incluyen en sus definiciones una serie de características comunes a todas las visiones, de las que algunas de las más representativas son:
- El juego es una actividad libre: es un acontecimiento voluntario, nadie está obligado a jugar.
- Se localiza en unas limitaciones espaciales y en unos imperativos temporales establecidos de antemano o improvisados en el momento del juego.
- Tiene un carácter incierto. Al ser una actividad creativa, espontánea y original, el resultado final del juego fluctúa constantemente, lo que motiva la presencia de una agradable incertidumbre que nos cautiva a todos.
- Es una manifestación que tiene finalidad en sí misma, es gratuita, desinteresada e intrascendente. Esta característica va a ser muy importante en el juego infantil ya que no posibilita ningún fracaso.
- El juego se desarrolla en un mundo aparte, ficticio, es como un juego narrado con acciones, alejado de la vida cotidiana, un continuo mensaje simbólico.
- Es una actividad convencional, ya que todo juego es el resultado de un acuerdo social establecido por los jugadores, quienes diseñan el juego y determinan su orden interno, sus limitaciones y sus reglas.[4]

### Diferencia entre juego y deporte
Actualmente, al igual que con la definición de juego, existen infinidad de concepciones de deporte según el autor que se tome como referencia: Coubertain, Demeny, Cagigal, Parlebas, García Ferrando, etc.
Realizando también otra síntesis de estos autores podríamos definir deporte y diferenciarlo del simple juego de la siguiente manera:
El deporte es un conjunto de situaciones motrices e intelectuales que se diferencia del juego en que busca la competición con los demás o consigo mismo, en que precisa unas reglas concretas y en que está institucionalizado. Además, el deporte tiene categorías de aficionado o amateur y profesional.

### Carácter
El juego tiene carácter universal, es decir, que las personas de todas las culturas han jugado siempre. Muchos juegos se repiten en la mayoría de las sociedades.
Está presente en la historia de la humanidad a pesar de las dificultades en algunas épocas para jugar, como en las primeras sociedades industriales.
Evoluciona según la edad de los jugadores y posee unas características diferentes en función de la cultura en que se estudie.

### Juego frente a diversión
El juego es sinónimo de recreo, diversión, alborozo, esparcimiento, pero el niño también juega para descubrir, conocerse, conocer a los demás y a su entorno.
En los animales no gregarios el juego aparece fundamentalmente en la etapa infantil como un medio de aprendizaje psicomotriz o de experimentación y en la etapa adulta como un comportamiento relacionado con la reproducción.
En los animales gregarios se mantienen estas conductas lúdicas y se añaden los juegos sociales asociados a la adquisición de estatus, el establecimiento de roles y la relación grupal.
En el juego humano interviene la función simbólica: interviene en ellos la capacidad de hacer servir símbolos y signos para crear contextos, anticipar situaciones, planificar las acciones venideras o interpretar la realidad.
El juego favorece el proceso de enculturación y surge de manera natural.
Es indispensable para el desarrollo psicomotor, intelectual, afectivo y social, ya que con él se desarrollan habilidades y se aprende a respetar normas y a tener metas y objetivos.
El juego es un derecho. Según la declaración de los derechos del niño, adoptada en la asamblea general de la ONU, El niño debe disfrutar plenamente de juegos y recreaciones los cuales deberán estar orientados hacia los fines perseguidos por la educación; la sociedad y las autoridades públicas se esforzaran por promover el goce de este derecho.
El juego no solo es una forma de diversión sino también la mejor manera de aprendizaje, a través de él, los niños aprenden a afrontar situaciones diversas que deberán enfrentar a lo largo de su vida.

### Características
- Es libre.
- Tienen límites.
- Su objetivo es el placer.

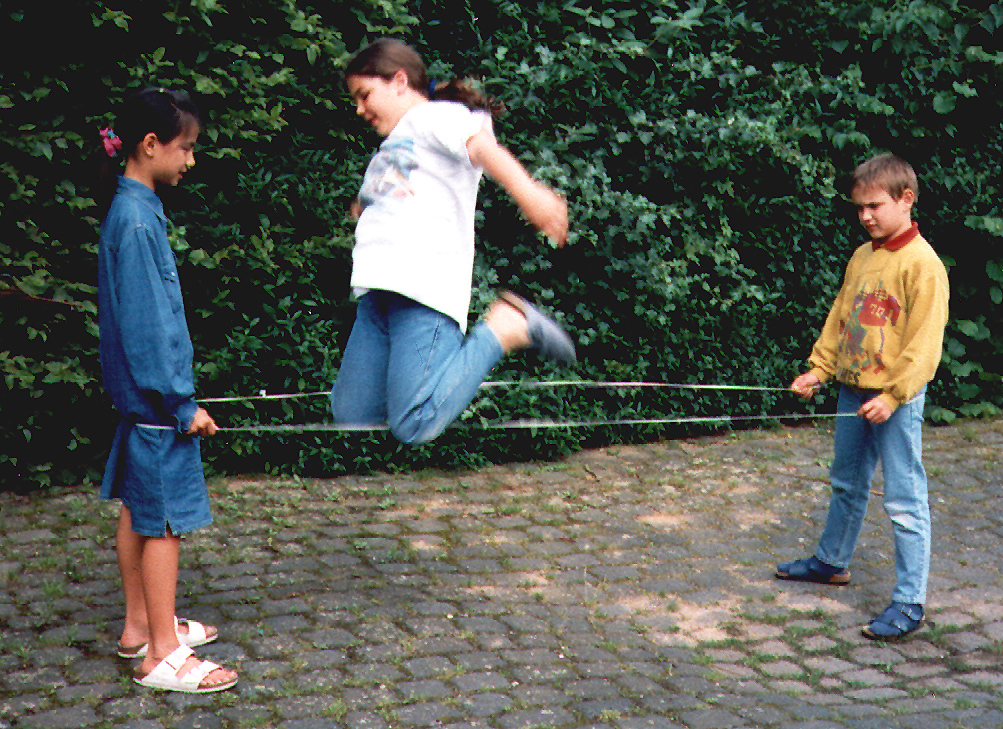
Salto con goma, juego infantil.

- Se encuentran en diferentes culturas en el mundo.
- Organiza las acciones de un modo propio y específico.
- Ayuda a conocer la realidad.
- Favorece el proceso socializador.
- Cumple una función de desigualdades, integradora y rehabilitadora.
- En el juego el material no es indispensable.
- Tiene unas reglas que los jugadores aceptan.
- Sus reglas pueden ser modificadas de manera instantánea según el contexto.
- Se realiza en cualquier ambiente.
- Ayuda a la educación en niños.
- Relaja el estrés.
- Nos hace firmes. [5]

### Función del juego en la infancia
El juego es útil y es necesario para el desarrollo del niño en la medida en que este es el protagonista.
La importancia de la utilidad del juego puede llevar a los adultos a robar el protagonismo al niño, a querer dirigir el juego. La intervención del adulto en los juegos infantiles debe consistir en:
- Facilitar las condiciones que permitan el juego.
- Estar a disposición del niño.
- No dirigir ni imponer el juego. El juego impuesto puede cambiar la actitud del niño.[6] El juego dirigido no cumple con las características de juego, aunque el niño puede acabar haciéndolo suyo.

El juego permite al niño:

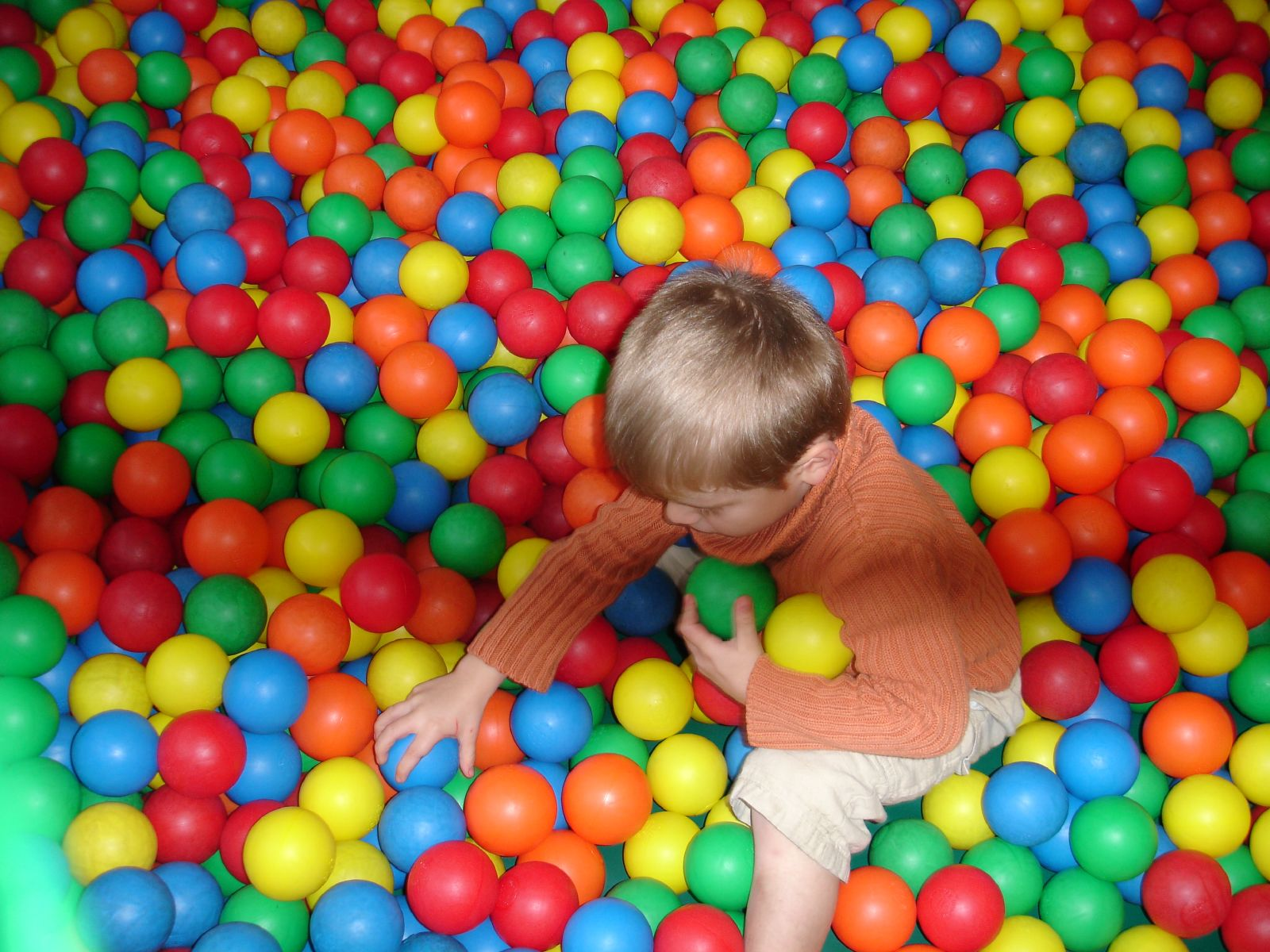
Jugando con bolas de colores.

- Que se mantenga diferenciado de las exigencias y limitaciones de la realidad externa.
- Explorar el mundo de los mayores sin estar ellos presentes.
- Interactuar con sus iguales.
- Funcionar de forma autónoma.

El juego siempre hace referencia implícita o explícita a las relaciones entre infancia, diversión y educación.
El juego es una actividad que tiene el fin en sí misma, es decir, el individuo realiza la propia actividad para conseguir el objetivo que es ser placentera. El juego tiene un carácter de finalidad intrínseca y es liberador de los conflictos, ya que ignora los problemas o los resuelve. Una de sus principales características es la sobre motivación, la cual, pretende hacer de una actividad ordinaria una actividad de motivación suplementaria. Él juego temprano y variado contribuye positivamente a todos los aspectos del crecimiento y está vinculado a las cuatro dimensiones básicas del desarrollo infantil que son el psicomotor, el intelectual, el social y finalmente el afectivo-emocional.
Funciones del juego infantil:
El juego sobre el cuerpo y los sentidos
- Descubrir nuevas sensaciones.
- Coordinar los movimientos de su cuerpo de forma dinámica, global, etc.
- Desarrollar su capacidad sensorial y perceptiva.
- Organizar su estructura corporal.
- Ampliar y explorar sus capacidades motoras y sensoriales.
- Descubrirse en los cambios materiales que se derivan de la exploración.

El juego y las capacidades de pensamiento y creatividad
- Estimular la capacidad para razonar, estimular el pensamiento reflexivo y el representativo.
- Crear fuentes de desarrollo potencial, es decir, aquello que puede llegar a ser.
- Ampliar la memoria y la atención gracias a los estímulos que se generan.
- Fomentar el descentramiento del pensamiento.
- Desarrollar la imaginación y la creatividad y la distinción entre fantasía-realidad.
- Potenciar el desarrollo del lenguaje y del pensamiento abstracto.

El juego sobre la comunicación y la socialización
- Los juegos de representación (simbólicos, rol, dramáticos, ficción).
- Acercarse al conocimiento del mundo real y preparar al niño para la vida adulta.
- Favorecer la comunicación y la interacción, sobre todo con los iguales.
- Fomentar y promover el desarrollo moral en los niños.
- Potenciar la adaptación social y la cooperación.
- Juego de reglas.
- Aprender a seguir unas normas impuestas.
- Facilitar el autocontrol.
- Desarrollar la responsabilidad y la democracia.
- Juego cooperativos.
- Potenciar la cooperación y la participación.
- Mejorar la cohesión social del grupo.
- Mejorar el autoconcepto y el concepto del grupo.
- Promover la comunicación positiva y disminuir la negativa.
- Incrementar las conductas asertivas con sus iguales.

El juego como instrumento de expresión y control emocional
- Proporcionar diversión, entretenimiento, alegría y placer.
- Expresarse libremente y descargar tensiones.
- Desarrollar y aumentar la autoestima y el autoconcepto.
- Vivir sus propias experiencias acomodándolas a sus necesidades.
- Desarrollar la personalidad.

## Evolución del juego en las especies
El juego social es una conducta sumamente corriente en la práctica totalidad de los mamíferos y algunas aves. Los mamíferos juegan para aprender. De hecho la principal función del juego es aprender. Los mamíferos se caracterizan por un cerebro evolucionado, infancia larga, cuidado parental, amamantamiento de las crías, cacería en grupo, división social y no genética de trabajo. Los mamíferos juegan a cazar en grupo, definir jerarquías, explorar, dividirse el trabajo, entre otros. El juego entre los mamíferos (caninos, felinos, acuáticos, primates) se basa en la imitación y en la exploración por ensayo y error. En los mamíferos hay una ausencia total de juego simbólico.
El juego simbólico se hace sobre representaciones y no sobre cosas reales. Las pinturas rupestres son el primer ejemplo de ¨juego¨ simbólico. Los hombres prehistóricos las utilizaban para actuar sobre los animales a través de sus representaciones. El juego simbólico está claramente presente todos los niños normales a partir de los 2 años de edad. El juego simbólico está presente cuando un niño toma una piedra y juega con ella como si fuera un carro. Este niño está jugando con el carro, no con la piedra.
Los chimpancés y otros primates tienen la capacidad de utilizar representaciones, pueden por ejemplo usar algunas palabras, pero no aparece en ellos ninguna forma de juego simbólico. El juego de los chimpancés tiene las mismas características que el de todos los mamíferos. La aparición del juego simbólico se presenta exclusivamente en los niños humanos, junto con el lenguaje —intrínsecamente simbólico—.
En los seres humanos, luego de la aparición de juego simbólico, hacia los 2 años, comienza una etapa de juego social, en el que los niños juegan cada vez más entre sí y con los adultos, utilizando el lenguaje. Este juego social requiere cada vez más el establecimiento de acuerdos y finalmente termina en el juego formal, cuya característica esencial es que es un juego con reglas muy claras. Los juegos de canicas (bola uña) son un excelente ejemplo de juegos infantiles con reglas, hacia los 6 años de edad. En la historia de la especie humana es probable que el juego formal aparezca luego de la sedentarización resultado de la agricultura y la escritura. En el juego formal el objeto del juego son las reglas en sí mismas, no las representaciones. Gracias a esta capacidad para establecer reglas y jugar dentro de ellas la especie ha podido construir ¨juegos¨ claves como la democracia, la religión y la ciencia. Crear juegos con reglas es la esencia de la evolución de la civilización. A partir de los 5 años los niños pueden utilizar reglas para manipular los objetos, interactuar socialmente o para generar conocimiento, los tres usos fundamentales del juego y de las reglas.

## Juegos como generadores de cultura

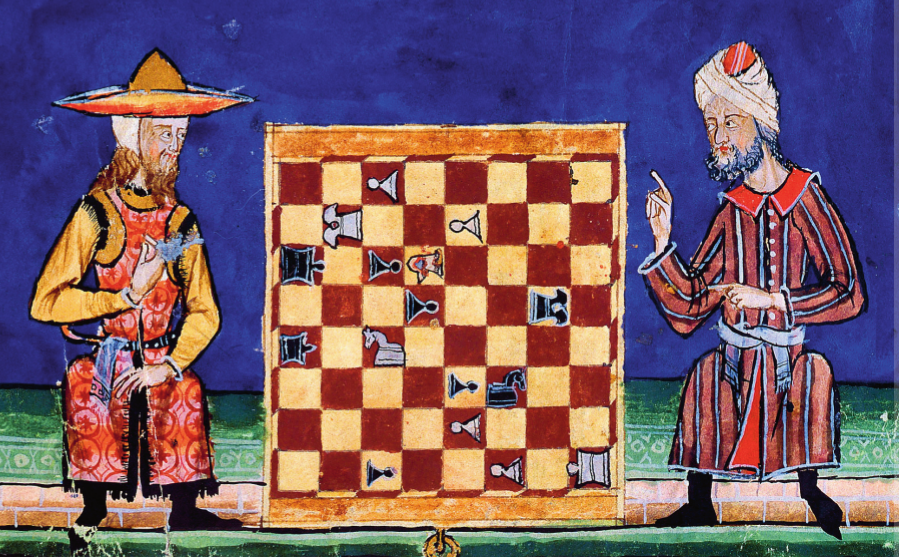
Miniatura del Libro del ajedrez, dados y tablas de Alfonso X el Sabio que representa a un judío (izquierda) y a un musulmán (derecha) jugando ajedrez.

El juego también debe tomarse en cuenta como una parte importante de la sociedad, dado que nos instruye en conocimientos básicos y en habilidades físicas necesarias para sobrevivir a la edad adulta. Sin embargo, a lo largo de la vida no dejamos de jugar, el objetivo del juego depende de sí mismo, del sujeto y de la meta del juego. En la sociedad humana el juego se ha vuelto importante debido a que es el medio óptimo para compartir conocimientos, creando y evolucionando la cultura. Creamos ambientes sociales y actitudes competitivas al jugar, logrando aprender conductas que nos ayudan a sobrevivir entre nuestra especie.
Cabe mencionar que el juego generador de cultura solo tiene esta naturaleza si el juego es capaz de cumplir con la creación de ambientes sociales y la actitud competitiva. El hecho de crear conductas que refuercen los lazos sociales y que apoyen el intercambio de conocimientos (sean estos académicos, culturales o generales), crea más cultura, rompiendo así los límites que cada cultura individual pueda tener. El mismo término de evolución implica que dos o más elementos deben mezclarse para poder crear un elemento nuevo con lo mejor de los dos elementos anteriores. En resumen, si el juego logra reunir gente, ya es determinado como generador de cultura.
Tomando un ejemplo más común, muchos sistemas educativos a lo largo del mundo optan hoy en día por aplicar dinámicas más lúdicas dentro de las instituciones educativas, debido a la evolución de la tecnología y la sociedad. Los niños y adultos hoy en día aprenden mejor de forma más práctica y lúdica, evitando así conductas negativas hacia el estudio. El juego debe ser ligero y sin tedio, para así crear a estudiantes que se apasionen por el estudio "lúdico" y lo vean como un placer en lugar de una obligación.

### Composición del juego
- Una meta u objetivo.
- Reglas.
- Herramientas o componentes.
- Reto o desafío.
- Interactividad.

### Conclusión
El juego es una actividad necesaria para los seres humanos teniendo suma importancia en la esfera social, puesto que permite ensayar ciertas conductas sociales; a su vez es herramienta útil para adquirir y desarrollar capacidades intelectuales, motoras, o afectivas y todo esto se debe realizar de forma gustosa, sin sentir obligación de ningún tipo y como todas las actividades se requiere disponer de tiempo y espacio para poder realizarlo.

## Tipos de juegos

### Juegos populares

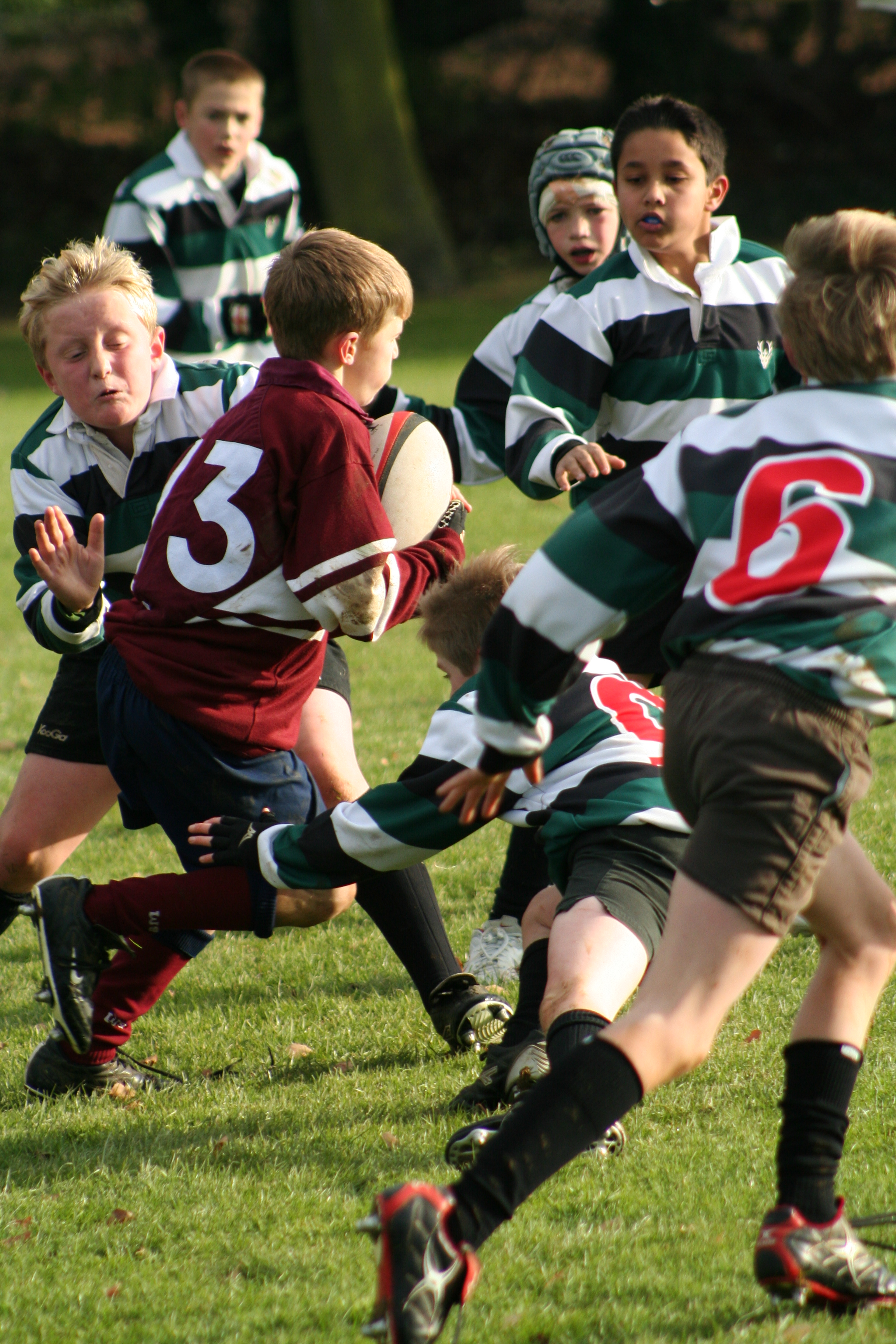
Partido de Rugby.

Los juegos populares están  muy ligados a las actividades del pueblo llano, y a lo largo del tiempo han pasado de padres a hijos. De la mayoría de ellos no se conoce el origen: simplemente nacieron de la necesidad que tiene el hombre de jugar, es decir, se trata de actividades espontáneas, creativas y muy motivadoras.
Su reglamento es muy variable, y puede cambiar de una zona geográfica a otra con facilidad; incluso pueden ser conocidos con nombres diferentes según donde se practique.
Los juegos populares suelen tener pocas reglas y normalmente sencillas, y en ellos se utiliza todo tipo de materiales, sin que tengan que ser específicos del propio juego. Todos ellos tienen sus objetivos y un modo determinado de llevarlos a cabo: perseguir, lanzar un objeto a un sitio determinado, conquistar un territorio, conservar o ganar un objeto, etc. Su práctica no tiene una trascendencia más allá del propio juego, no está institucionalizado, y el gran objetivo del mismo es divertirse.
Con el tiempo, algunos se han ido convirtiendo en un apoyo muy importante dentro de las clases de Educación Física, para desarrollar las distintas capacidades físicas y cualidades motrices, o servir como base de otros juegos y deportes.
Los juegos populares pueden servir como herramienta educativa en el aula en diversas materias ya que en sus retahílas, canciones o letras se observa características de cada una de las épocas. Esta tipología puede ser una estrategia divertida en la que las personas que los realizan aprenden al mismo tiempo que se divierten.

### Juegos tradicionales
Son juegos más solemnes que también han sido transmitidos de generación en generación, pero su origen se remonta a tiempos muy lejanos.
No solamente han pasado de padres a hijos, sino que en su conservación y divulgación han tenido que ver mucho las instituciones y entidades que se han preocupado de que no se perdieran con el paso del tiempo. Están muy ligados a la historia, cultura y tradiciones de un país, un territorio o una nación. Sus reglamentos son similares, independientemente de donde se desarrollen.
El material de los juegos es específico de los mismos, y está muy ligado a la zona, a las costumbres e incluso a las clases de trabajo que se desarrollaban en el lugar.
Sus practicantes suelen estar organizados en clubes, asociaciones y federaciones. Existen campeonatos oficiales y competiciones más o menos regladas.
Algunos de estos juegos tradicionales con el tiempo se convirtieron en deportes, denominados tradicionales, de modo que la popularidad que tienen entre los habitantes de un territorio o país compite con la popularidad de otros deportes convencionales. Algunos ejemplos: la petanca, el chito, los bolos, la rana, etc.
Entre estos, podríamos encontrar juegos que con el tiempo se han convertido en verdaderos deportes ligados a una región, y que solo se practican en ella, llegando a formar parte de las tradiciones culturales. El origen de los juegos y deportes tradicionales está ligado al propio origen de ese pueblo, por ello, los denominan juegos o deportes autóctonos. Algunos ejemplos son: la Lucha canaria, el silbo, el palo canario, la soga tira, la pelota mano, el lanzamiento de barra, etc.

### Juegos infantiles
El juego funcional o de ejercicio
Entre los 0-2 años. Son propios del estadio sensoriomotor. Consisten en repetir acciones por el placer de obtener un resultado inmediato. Los beneficios del juego funcional son:
- Desarrollo sensorial
- Coordinación de los movimientos y los desplazamientos.
- Desarrollo del equilibrio estático y dinámico.
- Comprensión del mundo que rodea al bebe.
- Autosuperación.
- Interacción social con el adulto de referencia.

Una modalidad de juego de ejercicio es el juego turbulento. Es un juego motor que consiste en carreras, saltos, persecuciones, luchas, etc.

### Juegos infantiles exteriores
Los juegos infantiles exteriores se encuentran en parques o centros recreativos, estos juegos tienen la tarea de ser duraderos, divertidos, resistentes y sobre todo seguros debido al público al que van dirigidos, los cuales son niños menores de 10 años en su mayoría.
Estos existieron a partir de la necesidad de tener un entretenimiento más activo y seguro para los niños pequeños donde puedan entretener varios niños a la vez.
La mezcla de materiales es por lo general metal y plástico, pero dependiendo del diseño temático podría incluir otros materiales como madera así como los colores que este pudiera contener.
Una de las ventajas más notables de estos juegos se encuentran:
- Interacción con otras personas de la misma edad que el niño
- Promueve la amistad con los demás niños.
- Demanda de mejoramiento de seguridad
- Cuidados y mantenimientos a parques más frecuentes
- Mayor número de personas en los parques

Estos juegos infantiles pueden tener la combinación de pequeñas resbaladillas así como columpios y otros aditamentos como red para escalar, túneles, etc.
Su tamaño y componentes dependerán siempre del tema bajo el que este diseño. El principal objetivo de este juego es brindar la seguridad necesaria y la diversión deseada, es por eso que su diseño debe ser funcional, atractivo para los niños y sobre todo resistente pero no solo a los niños sino también a los factores naturales tales como lluvia, vientos, granizos donde su estructura tiene que mantenerse sin daños graves y sobre todo sin grietas por impactos o resequedad por su larga exposición al sol.
Así los juegos infantiles tienen garantía de que gracias a su calidad y diseño prometen duran varios años y brindar diversión a una gran cantidad de niños sin importar que tanto uso ellos le puedan dar y resistiendo las inclemencias del clima.
El juego simbólico
Entre los 2-7 años. Estado preoperacional. Consiste en simular situaciones reales o imaginarias, creando o imitando personajes que no están presentes en el momento del juego. Los beneficios del juego simbólico son:
- Comprensión y asimilación del entorno.
- Aprendizaje de roles establecidos en la sociedad adulta.
- Desarrollo del lenguaje.
- Desarrollo de la imaginación y la creatividad.

El juego de reglas
Tiene un carácter necesariamente social. Se basa en reglas simples y concretas que todos deben respetar. La estructura y seguimiento de las reglas definen el juego. Los beneficios del juego de reglas son:
- Se aprende a ganar y perder, a respetar turnos y normas y opiniones o acciones de los compañeros de juego.
- Aprendizaje de distintos tipos de conocimientos y habilidades.
- Favorecimiento del desarrollo del lenguaje, la memoria, el razonamiento, la atención y la reflexión.

El juego de construcción
Aparece alrededor del primer año. Se realiza en paralelo a los demás tipos de juego. Evoluciona con los años. Los beneficios del juego de construcción son:
- Potenciación de la creatividad.
- Desarrollo de la generosidad y el juego compartido.
- Desarrollo de la coordinación óculo-manual.
- Aumento del control corporal durante las acciones.
- Incremento de la motricidad fina.
- Aumento de la capacidad de atención y concentración.
- Estimulación de la memoria visual.
- Mejora de la comprensión y el razonamiento espacial.
- Desarrollo de las capacidades de análisis y síntesis.

### Juegos de mesa

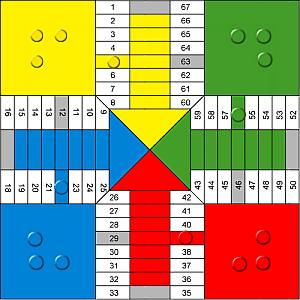
El parchís es la versión occidental de un juego indio.

Los juegos con tablero, que utilizan como herramienta central un tablero en donde se sigue el estado, los recursos y el progreso de los jugadores usando símbolos físicos. Muchos también implican dados o naipes. La mayoría de los juegos que simulan batallas son de tablero, y este puede representa un mapa en el cual se mueven de forma simbólica los contendientes. Algunos juegos, como el ajedrez y el go son enteramente deterministas, basados solamente en la estrategia. Los juegos infantiles se basan en gran parte en la suerte, como la Oca, en el que apenas se toman decisiones, mientras que el parchís (parqués en Colombia), es una mezcla de suerte y estrategia. El Trivial es aleatorio en tanto que depende de las preguntas que cada jugador consiga. Los juegos de mesa, son antiguos o tradicionales, pero son considerados de la nueva época o actuales debido a que han ido mejorando su diseño, complementaciones y características.

### Juegos de naipes
Los juegos de naipes utilizan como herramienta central una baraja. Esta puede ser española, de 40 o 48 naipes o francesa de 52 cartas, y depende del juego el uso de una u otra. También hay algunos juegos de magia que utilizan naipes.

### Videojuegos

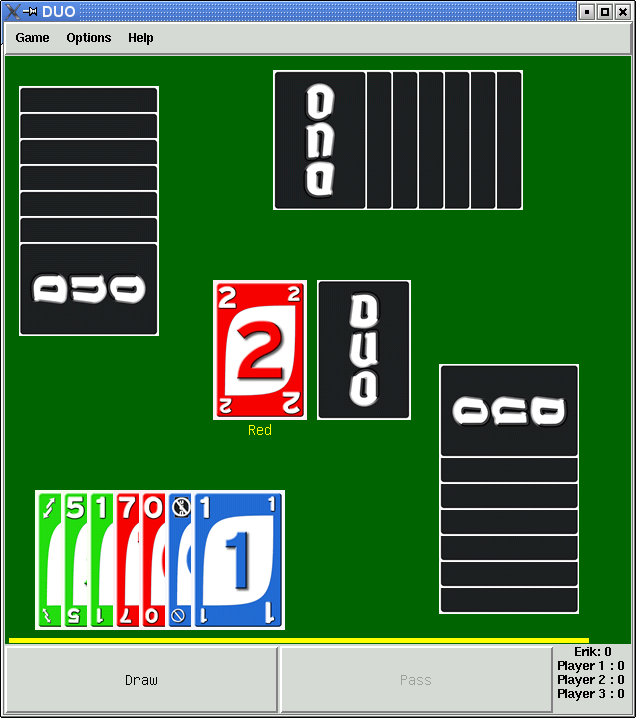
DUO, videojuego de naipes.

Los videojuegos son aquellos que controla un ordenador o computadora, que pueden crear las herramientas virtuales que se utilizarán en un juego, como naipes o dados o elaborados mundos que se pueden manipular.
Un videojuego utiliza unos o más dispositivos de entrada, bien una combinación de teclas y joystick, teclado, ratón, trackball o cualquier otro controlador. En los juegos de ordenador el desarrollo del juego depende de la evolución de las interfaces utilizadas.
A veces, hay una carencia de metas o de oposición, que ha provocado una discusión sobre si estos se deben considerar "juegos" o "juguetes".
Con la conexión a Internet han aparecido nuevos juegos; algunos necesitan un cliente mientras que otros requieren solamente un navegador. El juego de ordenador se ha distribuido por todos los sectores sociales, transformando la forma tradicional de jugar.
Por su eventual complejidad, y en muchos casos, por el incumplimiento de las principales características generales del juego, suelen ser criticados, y se recomienda a los padres regular el contacto de los niños con esta clase de juegos. 

#### Videojuegos flash (Adobe Flash)
Con el avance del Internet y la computación, los videojuegos en línea se han hecho cada vez más populares siendo una referencia los juegos desarrollados en Adobe Flash. Flash permite el desarrollo de videojuegos multiplataforma, siempre que esté soportado Flash, incluso son muchos los dispositivos móviles que lo han incorporado o lo harán en breve el soporte para esta tecnología.

### Juegos de rol
Los juegos de rol son un tipo de juego en el que los participantes asumen el papel de los personajes del juego. En su origen el juego se desarrollaba entre un grupo de participantes que inventaban un guion con lápiz y papel. Unidos, los jugadores pueden colaborar en la historia que implica a sus personajes, creando, desarrollando y explorando el escenario, en una aventura fuera de los límites de la vida diaria. Uno de los primeros juegos de rol en ser comercializados fue Dungeons & Dragons, cuyas traducciones oficiales en castellano siempre conservaron el título original en inglés, aunque los jugadores lo conozcan también por el título con el que se tradujo la serie animada derivada del juego (Dragones y Mazmorras en España y Calabozos y Dragones en América hispánica).

## Clasificación de los juegos según diversos autores
El universo del juego popular/tradicional es tan versátil que origina numerosos y distintos intentos de clasificación. Entre las muchas formas de clasificación, queremos destacar en primer lugar la tipología de:
Según Roger Caillois
Los juegos pueden clasificarse según otro criterio, y fueron los griegos los que definieron cuatro tipos de juegos de los cuales salieron diversas variables a lo largo de la historia.
- AGON: son los juegos de competencia donde los antagonistas se encuentran en condiciones de relativa igualdad y cada cual busca demostrar su superioridad (deportes, juegos de salón, etc.)
- ALEA: juegos basados en una decisión que no depende del jugador. No se trata de vencer al adversario sino de imponerse al destino. La voluntad renuncia y se abandona al destino. (juegos de azar)
- MIMICRY: Todo juego supone la aceptación temporal, si no de una ilusión cuando menos de un universo cerrado, convencional y, en ciertos aspectos, ficticio. Aquí no predominan las reglas sino la simulación de una segunda realidad. El jugador escapa del mundo haciéndose otro. Estos juegos se complementan con la mímica y el disfraz.
- ILINX: juegos que se basan en buscar el vértigo, y consisten en un intento de destruir por un instante la estabilidad de la percepción, y de infligir a la conciencia lúcida una especie de pánico voluptuoso. En cualquier caso, se trata de alcanzar una especie de espasmo, de trance o de aturdimiento que provoca la aniquilación de la realidad con una brusquedad soberana. El movimiento rápido de rotación o caída provoca un estado orgánico de confusión y de desconcierto.

Estos cuatro grupos de juegos pueden situarse entre dos extremos, denominados “continuum”: son los conceptos de “paidia” (manifestaciones espontáneas del instinto lúdico) y “ludus” (una evolución de paidia en la que parecen convenciones y técnicas de actuación).
Según Rafael García Serrano
Es pionero en España su trabajo en 1974 sobre los juegos populares y deportes tradicionales de la península. En su estudio bibliográfico hace una clasificación pormenorizada en la que se distinguen las siguientes categorías:
Juegos y deportes pedestres de saltos y equilibrios
- Carreras: Korrikolaris (vascos), Kastoris o andaris, carreras rituales, carreras de saco. *Saltos: salto de pasiego, salto con "makilla", salto ritual vasco.
- Equilibrios: torres humanas o Castells (Argón, Castilla)

Juegos y deportes de lanzamiento

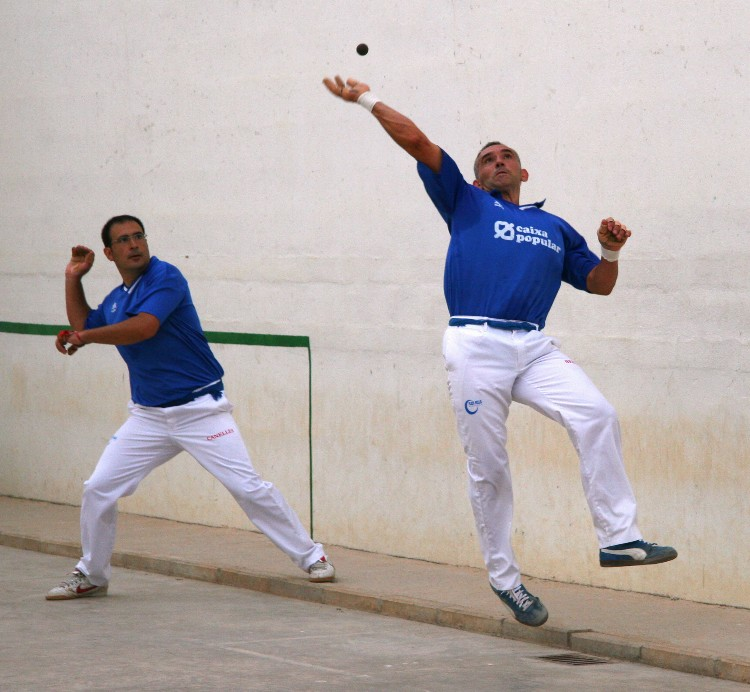
Pelota vasca.

- Lanzamiento a distancia: tiro de barra española, de barrón, de bola, de reja
- Lanzamiento de precisión: bolos, caliche, petanca, rana, rayuela, herrón.

Juegos y deportes de fuerza
- De levantamiento de peso: levantamiento de piedras, de cántaros De tracción: soga-tira, tira del palo.
- De tracción: soga, tira tira del palo.

Juegos de lucha
- Lucha leonesa y lucha canaria.

Juegos de mazo y bola
- Checa, porca, brilla.

Juegos y deportes de pelota
- Pelota vasca
- Pelota valenciana

Juegos populares de habilidades en el trabajo
Juegos y deportes populares con animales o vehículos
- Juegos y deportes hípicos: carreras de caballos, carreras de asno
- Luchas de animales: carneros, gallos.
- Juegos y deportes ciclistas: carreras, pruebas de habilidad.

Según Moreno Palos
Profesor del INEF de Madrid de la asignatura de Juegos y deportes populares, elaboró en 1992 la siguiente clasificación basada fundamentalmente en criterios asociados al ámbito de la educación física:
1. De locomoción: carreras, saltos, equilibrios.
2. De lanzamiento a distancia: a mano, con otros elementos propulsivos.
3. De lanzamiento de precisión: bolos, discos, monedas...
4. De pelota y balón: baloncesto, fútbol.
5. De lucha: lucha, esgrima.
6. De fuerza: de levantamiento, transporte, de tracción y empuje...
7. Náuticos y acuáticos: pruebas de nado, vela, remo...
8. Con animales: luchas, caza...
9. De habilidad en el trabajo: agrícolas.
10. Diversos no c

Clasifica en 2002 los juegos y deportes populares de Casilla León tomando como base los criterios utilizados por Moreno Palos, distinguiendo:
1. Lanzamiento de precisión.
2. Lanzamiento a distancia.
3. Lucha.
4. Habilidad en el trabajo
5. Juegos de pelota.

Pere Lavega Burgués
Revisando de forma crítica estas clasificaciones, afirma en 1996 que la complejidad morfológica y estructural del juego (popular-tradicional) se pone de manifiesto en los numerosos intentos de agrupación.
En la mayoría de las ocasiones las clasificaciones se construyen a partir de criterios superficiales, formales, sin elegir elementos realmente pertinentes y constitutivos de su estructura interna.
Estos criterios morfológicos, debido a las múltiples formas en que puede desarrollarse el juego, presentan excesivas categorías heterogéneas. En este sentido, una de las clasificaciones mostradas por Moreno Palos así lo demuestra. Por eso es preciso construir nuevas propuestas objetivas y rigurosas, edificadas sobre bases teóricas justificables. En esta línea tan solo Pierre Parlebas propone en 1986 algunos criterios objetivos, aunque no se centran de forma específica en clasificar los juegos populares y tradicionales.

## Juegos didácticos
En la actualidad los pedagogos consideran los juegos como una herramienta fundamental para el proceso de enseñanza aprendizaje, elevar el trabajo independiente de los estudiantes y resolver situaciones problemáticas en la actividad práctica. Él Juego proporciona nuevas formas de explorar la realidad y estrategias diferentes para trabajar sobre la misma. Beneficia a los estudiantes pues vivimos en una sociedad que está basada en reglas. Además los juegos permiten a los educandos desarrollar su imaginación, pensar en numerosas alternativas para un problema, descubrir diferentes modos y estilos de pensamiento, y favorecen el cambio de conducta además favorece el intercambio grupal. Rescata de la imaginación la fantasía y surge en los adultos el espíritu infantil, lo que permite que surja nuevamente la curiosidad, el encanto, el asombro, lo espontáneo y sobre todo lo auténtico al momento de reaccionar ante las situaciones que se nos presentan.